# Incident d'un KC-135 Stratotanker de l'US Air Force
L'incident d'un KC-135 Stratotanker de l'US Air Force s'est produit le 6 février 1991, lors de l'opération Tempête du désert au cours de la guerre du Golfe, lorsqu'un Boeing KC-135 Stratotanker, un avion ravitailleur appartenant à l'US Air Force, portant l'indicatif WHALE 05, subit en plein vol une séparation des deux moteurs de l'aile gauche, entrainant de graves problèmes de contrôle de l'avion à pleine charge. Pour contrer la descente rapide de l'avion vers le sol, les pilotes commence à larguer du carburant afin d'alléger l'appareil et lui permettre de se maintenir en palier. 
En raison des dommages causés aux systèmes hydrauliques des moteurs gauches, la majeure partie de la descente s'est déroulée en pilotage manuel. Comme l'équipage ne pouvait pas utiliser les inverseurs de poussée des moteurs restant sans risquer la perte de contrôle au sol, l'avion est sorti de la piste à grande vitesse, mais les pilotes réussissent finalement à faire atterrir l'avion en toute sécurité.

## Avion et équipage
L'appareil impliqué est un Boeing KC-135E Stratotanker immatriculé 58-0013 (numéro de série 17758), il a été fabriqué par Boeing en 1959 et a effectué son premier vol le 19 février de la même année. Il était propulsé par quatre moteurs Pratt & Whitney TF33-PW-102.
L'équipage de quatre hommes se compose du Major Kevin Sweeney (commandant de bord), du Capitaine Jay Selanders (copilote), du Capitaine Greg Mermis (navigateur), chargé des communications radio, et du Sergent-chef Steve Stucky (opérateur de ravitaillement), chargé de manier la perche servant au ravitaillement des avions en vol.

## Accident
Le décollage de WHALE 05 était prévu à 17 h 24 heure locale de Djeddah, en Arabie saoudite, avec une montée à 25 000 pieds (7 600 m) pour un ravitaillement en vol. Un autre Boeing KC-135 a décollé à peu près au même moment et était censé suivre le même itinéraire. Le copilote Selanders, qui était le pilote en fonction (PF), est monté à l'altitude prévue. Après la montée, le pilote automatique a été engagé et l'avion se trouvait à environ 2 km derrière l'autre KC-135.
Environ 45 min après le décollage, WHALE 05 a rencontré des turbulences de sillage et s'est soudainement incliné de plus de 110° vers la gauche, puis quelques secondes plus tard, à plus de 110° vers la droite. Le commandant de bord a activé les aérofreins et a ramené les ailes de l'avion presque à l'horizontale. Au cours de la séquence des événements, les moteurs n°1 et n°2 de l'aile gauche se sont détachés en vol. Après la récupération, les alarmes d'incendie des deux moteurs du côté gauche se sont activées. 
Le commandant de bord a ordonné à l'opérateur de ravitaillement de regarder les moteurs, qui a signalé qu'il n'y avait pas d'incendie mais que les moteurs avaient disparu. Comme l'avion n'avait décollé que depuis peu de temps, il contenait encore près de 31 000 gallons (117 347 litres) de carburant. De plus, les systèmes hydrauliques, les pompes à carburant et le train d'atterrissage ont été endommagés lorsque les moteurs sont tombés, et du carburant a fuit du réservoir de l'aile gauche.
Pour maintenir l'altitude et la vitesse nécessaire au largage du carburant, le commandant de bord a lancé un « Mayday » et a décidé de retourner à Djeddah. L'avion est alors revenu en vol en palier à 16 000 pieds (4 900 m). L'équipage est rapidement arrivé à l'aéroport international Roi-Abdelaziz une heure et 15 minutes plus tard. Les systèmes hydrauliques ayant été endommagé, le train d'atterrissage a été déployé manuellement. 

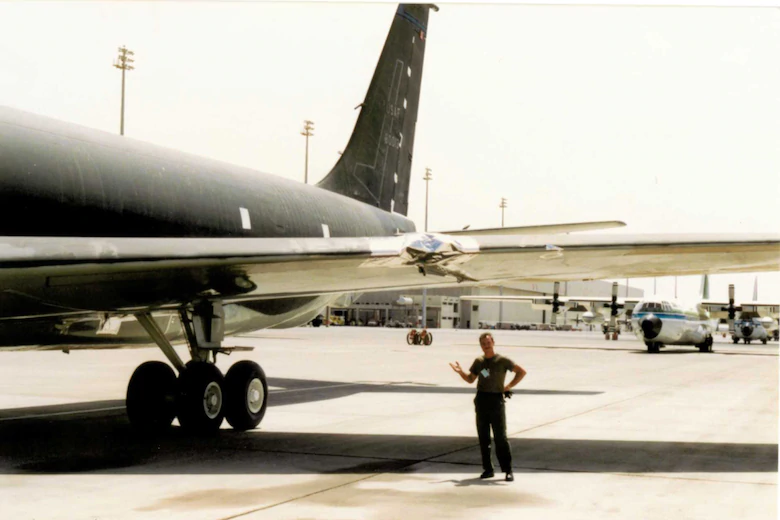
Photographie montrant l'aile gauche du KC-135 après l'atterrissage, avec l'emplacement du moteur n°2 qui s'est détaché en vol.

Les pilotes ont demandé à atterrir sur la piste 34L, car c'était la plus longue piste de l'aéroport et elle permettait une approche ILS. À l'atterrissage, le commandant a déployé l'inverseur de poussée du moteur n°3, mais a immédiatement cessé de l'utiliser en raison de difficultés pour maintenir le contrôle directionnel de l'appareil. Bien que plusieurs pneus du train d'atterrissage principal aient été endommagés, l'avion a finalement atterri et s'est immobilisé à environ 1 000 pieds (300 m) de l'extrémité de la piste.

## Enquête
Au début, étant donné que l'appareil impliqué est un avion ravitailleur opérant pendant la guerre du Golfe, les enquêteurs ont d'abord pensé que la perte de contrôle de l'avion résultait d'une attaque intentionnelle de l'armée irakienne, bien que les dégâts observés sur l'aile et sur les moteurs de l'avion qui ont été récupérés ne correspondent pas à une attaque ennemie.
On a finalement découvert qu'à quelques kilomètres de l'appareil se trouvait un autre KC-135 volant dans la même direction, ce qui a conduit les enquêteurs à penser qu'une puissante turbulence de sillage soit l'origine de ces inclinaisons brutales, qui ont fini par briser les vis de fixation des deux réacteurs gauche qui se sont finalement détachés en vol; les enquêteurs ont également découvert que deux des trois vis de fixation des réacteurs droit étaient également brisées, et qu'une oscillation supplémentaire aurait suffi à provoquer l'arrachement des deux moteurs restant.
Après cela, le KC-135 a été réparé et remis au service, il a ensuite continué d'opérer pour le compte de l'US Air Force pendant encore 13 ans. Il est actuellement entreposé au 309th Aerospace Maintenance and Regeneration Group, à Tucson, en Arizona. L'ensemble de l'équipage a reçu la Distinguished Flying Cross pour ses actions pendant la gestion de cet incident.

## Médias
L'accident a fait l'objet d'un épisode dans la série télévisée Air Crash nommé « Mission catastrophe » (saison 21 - épisode 7).